# Chiton rapaitiensis
Chiton rapaitiensis är en blötdjursart som beskrevs av Samuel Heinrich Schwabe och Lozouet 2006. Chiton rapaitiensis ingår i släktet Chiton och familjen Chitonidae.
Artens utbredningsområde är Nya Kaledonien. Inga underarter finns listade i Catalogue of Life.